# Breaking Out Is Hard to Do
Breaking Out Is Hard to Do («Сбежать тяжело») — девятая серия четвёртого сезона мультсериала «Гриффины». Премьерный показ состоялся 17 июля 2005 года на канале FOX.

## Сюжет
В магазине Лоис обнаруживает, что у неё не хватает денег оплатить покупки. Она делает вид, что возвращает на полку ветчину, но сама прячет её в сумочку и выносит, не заплатив. Почувствовав вкус к «магазинному воровству», Лоис начинает красть другие товары в разных торговых точках. В частности, в одном месте она выкрадывает картину Матисса, чем вызывает подозрения Брайана. Пёс ловит её с поличным в магазине автозапчастей, и пытается образумить. Она соглашается с доводами Брайана, грузит всё украденное в свою машину, чтобы вернуть, но в этот момент её арестовывает Джо.
На суде Лоис приговаривают к трём годам заключения. В отсутствие Лоис дом Гриффинов приходит в разруху, и семья понимает, что им необходимо вытащить её из тюрьмы. Питеру удаётся сделать это. Побег обнаружен, и тогда Гриффины угоняют фургон и перебираются в Куахогский Чайнатаун, где снимают дешёвую квартиру и начинают новую жизнь: Крис становится рикшей, Питер — борцом сумо. Джо вычисляет, где находятся Гриффины, увидев Питера на соревнованиях по телевизору. Джо обнаруживает Гриффинов, преследует их через весь Чайна-таун и загоняет под город, в канализацию. Лоис решает сдаться и отсидеть положенный срок, но едва только Джо готовится схватить её, как поскальзывается и едва не погибает, смытый вниз. Лоис спасает полицейского, и Джо в благодарность отменяет приговор суда. Жизнь семьи возвращается в прежнее русло.

## Создание
Автор сценария: Том Деванни. Режиссёр: Кёрт Дамэс. Приглашённые знаменитости: Дэт Фэн и Брайан Точи.
- Авторы эпизода потратили много времени, пытаясь придумать, почему Лоис вдруг станет клептоманкой[1], но внятного объяснения этому в серии так и нет.
- Сцена, в которой Питер пытается делать сам себе минет и потом падает с лестницы, была допущена к показу с большим трудом[2].
- Показ логотипа вымышленной телекомпании «CBS Asiantown», присутствующего в телевизоре Гриффинов, был запрещён к показу по ТВ и его можно увидеть только в DVD-версии эпизода[1][2].
- Премьеру эпизода посмотрели 5 750 000 зрителей[3].

### Удалённые сцены
- В сцене самоудушения в супермаркете Стьюи должен был произнести: «Either I was a C-section or you’re Stretch Vagstrong», что пародировало бы Стретча Армстронга, но эта сцена не соответствовала стандартам телекомпании FOX[1][2].
- В целях экономии экранного времени была вычеркнута шутка Брайана относительно веса актрисы Кёрсти Элли[2][4].
- Была вырезана сцена, в которой Крис смотрит сериал «Клиент всегда мёртв», и с восторгом там наблюдает гомосексуальные поцелуи[2].
- В первоначальном варианте сценария после падения Питера с лестницы у него в анусе должна была бы оказаться ножка Стьюи, который потерял бы там свою пинетку[1][2][5].